# Oleguer Escolà
Oleguer Escolà i Boada (Barcelona, 31 de marzo de 1944) es un bioespeleólogo y entomologista especializado en coleópteros, fue socio del ERE y ha explorado más de 2500 cavidades en todo el mundo.

## Biografía

### Introducción
Oleguer tuvo su primer contacto con la espeleología cuando sus padres le llevaron a las cuevas de la Santa Creu de Olordre (Olorda), ellos eran miembros del Ateneo Enciclopédico Popular y llevaban al Oleguer a ver diferentes cavidades como la cueva Simanya o la cueva del Patracó.
Se especializó en la espeleología gracias a sus padres, socios del CEC, probando un curso de espeleología con el Equip de Recerques Espeleològiques (ERE), a principios de 1961 se hizo socio del Centro. Aquel verano de 1961 inicia una larga investigación recogiendo muestras de fauna de las cavidades que exploraba, viajó a Àger con un amigo por recomendación de una tía suya que le había informado sobre varias cavidades de la zona.

### Bioespeleología
En 1963 comienza a estudiar biología, ese año participó en diferentes expediciones: la Operación Alto Cinca organizada por Ramon Canela donde participaron cinco clubes diferentes, formó parte de la Operación Solsonès organizada por Montserrat Ubach, invitado por Josep Subils donde se explora la Sima Montserrat Ubach que fue por algunos años la cavidad más profunda de Cataluña. También participó en la Expedición ERE por Cantabria, bajando por la Torca del Carlista. En julio realiza su primera estancia en Jaca, junto a Enric Balcells que apenas estaba creando el Centro Pirenaico de Biología Experimental, con el Dr. Español y Joan Senent exploraron cavidades por el Valle de Hecho y alrededores, desarrollando un catálogo con todas las especies del entorno.
En 1964 hace su primera publicación para la revista Montaña con Josep Subils y Joan Senent sobre los resultados obtenidos en la Semana Santa de 1963 en la Operación Solsonès. Ese año participa en la Operación Altoaragón donde exploró el ibón de la Renclusa y otras cavidades de gran profundidad.
En 1966 publicó su primer trabajo de bioespeleología en el que describe un nuevo coleóptero cavernícola, el Speophilus kiessenwetteri ssp. andresis que había descubierto en la sima Montserrat de Esparraguera.

### Trabajo profesional
En 1967 se titula en biología, habiendo sido discípulo de doctores muy reconocidos como Ramon Margalef, Oriol de Bolòs, Antoni Prevosti, Francesc Español y Enric Gadea. En septiembre empezó a trabajar por el Museo de Zoología de Barcelona, actual Museo de Ciencias Naturales de Barcelona con el cargo de Conservador de Servicios Especiales bajo la dirección de su maestro, el doctor Español, donde trabajó hasta su jubilación. No pudo realizar el doctorado de biología por la falta de tiempo que le suponían las investigaciones del Museo.
En 1969 bajó con Montserrat Ubach en la piedra de Sant Martí, Navarra, para preparar la expedición del ERE del año siguiente, donde descubrirán un nuevo sector de 400 m de ancho. Ese año también se une a una campaña en Mallorca adentrándose en la sima des Travessets y la sima del Fangar. En 1970 y 1971 colaboró en la edición de la revista Speleon, aquellos años participó en diferentes expediciones por la sierra de Busa (Solsonès) y en el Sumidero del Hoyo Salzoso en Cantabria.
A partir del año 1972 comienza a realizar expediciones internacionales viajando primero a Marruecos donde descubre muchas especies de coleópteros. En 1975 viajará a las islas Galapagos, al año siguiente en Noruega, en los próximos treinta años realizó muchos viajes haciendo muchas aportaciones a la entomología. En 1978, junto a cuatro espeleólogos, fundan el Centro de Documentación Espeleológica. En 1979 regresará a Huesca para explorar la cima del Ibón de Izagra y el engolidor de las Foyas en el Valle de Hecho. En 1980 fue ascendido en el Museo de Zoología con el cargo de Conservador Técnico de Entomología que mantuvo hasta su jubilación en 2009. A lo largo de su carrera ha escrito más de 210 artículos de espeleología y biología.